# Chimonobambusa communis
Chimonobambusa communis ist eine Bambus-Art aus der Gattung Chimonobambusa mit 3 bis 7 Meter hohen Halmen und meist 8 bis 12 Zentimeter langen Halmblattspreiten. Das Verbreitungsgebiet der Art liegt in China.

## Beschreibung
Chimonobambusa communis ist ausdauernd und bildet leptomorphe Rhizome. Die verholzenden Halme erreichen eine Höhe von 3 bis 7 Metern und einen Durchmesser von 1 bis 3 Zentimetern. Die Internodien sind hohl, ab 8, meist 15 bis 18, selten bis 25 Zentimeter lang, stielrund oder mit viereckigem Querschnitt, glatt und unbehaart. Die Wandstärke beträgt zwischen 3 und 5 Millimetern. Die Knoten sind nicht verdickt, nur bei manchen Knoten ohne Seitenästen ist die unter dem Knoten liegende Scheidennarbe erhöht. Die Knoten sind unbehaart und haben keine Luftwurzeln. Je Knospe werden drei horizontal zueinander stehende Seitenäste gebildet, die etwa gleich dick und dünner als der Halm sind. Die Halmscheiden sind anfangs grün, später gelblich braun, unbehaart und papierartig. Blattöhrchen fehlen. Das Blatthäutchen ist etwa einen Millimeter lang und ganzrandig. Die Halmblattspreite ist dreieckig oder pfriemlich und 5 bis 11 Millimeter lang. Sie ist unbehaart und fällt bald ab. Je Zweig werden meist zwei bis drei Laubblätter gebildet. Die Laubblattscheiden sind 2 bis 4 Zentimeter lang, kahl und ledrig, Öhrchen fehlen. Am Ende der Scheide werden mehrere 3 bis 7 Millimeter lange Borsten (oral setae) gebildet. Das Blatthäutchen ist einen Millimeter lang, gestutzt und nicht bewimpert. Die Laubblattspreite ist lanzettlich, ab 5, meist 8 bis 12 Zentimeter, lang und ab 0,8, meist 1,3 bis 2 Zentimeter, breit. Die Blattbasis ist keilförmig und hat eine kurze stielartige Verbindung zur Scheide. Je Blatt werden acht bis zehn Paare seitlicher Nerven gebildet. Quer verlaufende Blattadern sind deutlich ausgebildet. Beide Spreitenseiten sind behaart.
Die Blütenstände wachsen auf blattlosen Zweigen. Sie bilden Trauben aus zwei bis vier einzelnen Scheinährchen (Ährchen mit seitlichen Knospen, die weitere Ährchen bilden können), die in losen Bündeln angeordnet sind, an deren Basis mehrere 15 bis 25 Millimeter lange Tragblätter stehen. Die Ährchen sind linealisch und seitlich zusammengedrückt. Sie sind 2 bis 3 Zentimeter lang und 4 bis 5 Millimeter breit. Sie haben einen 3 bis 10 Millimeter langen Stiel und tragen selten nur drei, meist fünf bis sieben fruchtbare Blütchen und ein weiteres, reduziertes Blütchen an der Spitze. Die Ährchenachse besteht aus 3 bis 5 Millimeter langen, leicht weiß pudrigen Internodien. Meist werden ein oder zwei, selten drei, 7 bis 13 Millimeter lange Hüllspelzen gebildet. Die Deckspelze ist länglich, 8 bis 13 Millimeter lang, ungekielt, spitz und sieben- bis neunnervig. Die Vorspelze ist 7 bis 11 Millimeter lang, stumpf oder sie hat eine zweigeteilte Spitze. Je Blüte werden drei häutige und bewimperte Schwellkörper gebildet. Die drei Staubblätter sind 5 bis 6,5 Millimeter lang und gelb. Der Fruchtknoten ist eiförmig, der einzelne Griffel trägt zwei Narben. Die Früchte sind nussartige Karyopsen mit fleischigem Perikarp.
Neue Sprosse erscheinen im Mai, die Art blüht im März, die Früchte reifen im Mai.

## Verbreitung und Ökologie
Das natürliche Verbreitungsgebiet liegt in China in den Provinzen Guizhou, Hubei und Sichuan. Dort wächst die Art auf Hügeln in Höhen von 1600 bis 2000 Metern.

## Systematik und Forschungsgeschichte
Chimonobambusa communis ist eine Art aus der Gattung Chimonobambusa, Tribus Arundinarieae, Unterfamilie Bambus (Bambusoideae). Die Art wurde von Xue Jiru und Yi Tongpei 1980 jedoch ungültig und 1988 erneut in Acta Botanica Yunnanica Band 10 Teil 1 Seite 53 beide Male als
als Qiongzhuea communis (Basionym) erstbeschrieben. Lan Kai Min stellte die Art ebenfalls 1988 in Flora Guizhouensis Band 5 Seite 308 in die Gattung Chimonobambusa. Es gilt jedoch der Name Chimonobambusa communis (Hsueh f. & T.P.Yi) T.H.Wen & Ohrnb., der zuerst bei Dieter Ohrnberger in Bamboos World Band 5 Seite 308 (1999) gültig veröffentlicht wurde. Ein weiteres Synonym der Art ist Oreocalamus communis Keng f.